# Miklova Zala
Miklova Zala Jakoba Sketa spada med večerniške zgodovinske pripovedi (natančneje v žanrski tip turške povesti). Knjiga je prvič izšla leta 1884 kot 38. zvezek zbirke Slovenske večernice pri Družbi sv. Mohorja v Celovcu.

## Vsebina
Zgodba se odvija v 15. stoletju, v času turških vpadov, na Koroškem, v vaseh Svetne (Svatne), Sveče, Št. Jakob v  šentjakobski župniji Rožu. Župan Serajnik na dan sv. Petra in Pavla (29. junij) leta 1478 naznani, da se bližajo hudi časi zaradi slabe letine, kuge in Turkov. Rožani za obrambo pred sovražnikom obnovijo Gradišče.
Miklova Zala odrašča brez očeta, ki je padel v bojih s Turki. Njej in materi pri kmetovanju finančno in z nasveti pomaga ugledni sosed Serajnik. Pred mnogimi leti je namreč Zalinemu očetu na smrtni postelji obljubil, da bo svojega sina poročil z Zalo. To ni bilo všeč vročekrvni črnolasi lepotici Almiri, hčeri židovskega laškega trgovca in vaškega oderuha Tresoglava, s katero se druži Mirko in se hoče poročiti z Mirkom. Mirko prekine z Almiro, ta pa svojega očeta pregovori, naj v vas pripelje Turke. Tresoglav je za obljubljeno dobro plačilo to storil in na predvečer Zaline poroke z Mirkom so ljudje zbežali v pripravljena skrivališča, da si rešijo življenja in imetje, Mirko pa je bil določen za obrambo tabora. Turški napad na votlino v gorah, v kateri se skrivajo vaščani, ne uspe, ker ga s plazom kamenja Zala prepreči. Almiri ne uspe, da bi Zalo pahnila v prepad, zato izroči očetu ključ skrivnega vhoda na Gradišče in Turki skozi njega zavzamejo utrdbo. Mirko je ujet. Zalo je turški sultan zahteval zase, saj je slovela kot najlepše dekle daleč naokoli. Tresoglav je izprosil, da Mirka pustijo pri življenju, da se bo lahko poročil z Almiro. Mirko zavrne turško ponudbo, da izpustijo junake, če jim izročijo Zalo. Mirko ponudbo zavrne, Zala pa jo sprejme, ker so ji rekli, da samo tako lahko ohrani Mirka pri življenju. Skozi skrvni rov se splazi v Gradišče, Almira jo zasleduje in jo izda stražam. Mirku se zlaže, da je sama izprosila njegovo rešitev, Zalo pa Turki odpeljejo. Na poti jo je neuspešno skušal rešiti janičar Davorin.
Pripeljejo jo na sultanov dvor v Carigrad, kjer preživi sedem let. V ujetništvu sreča svojega strica Marka, ki jo prepozna po njeni molitvi v slovenščini. Zaman jo silijo v turško vero. Skupaj pobegneta in se odpravita domov. Marko spet nima sreče in ga ujamejo, Zali pa pobeg uspe. Med tem časom Mirko pozabi na Zalo oz. misli, da je umrla, in se pripravlja na poroko z Almiro. Oče mu poroke ne more več braniti, ker je mrtev. Tresoglava najdejo mrtvega pod ruševinami Gradišča, kamor so živega zakopali Turki. Zala se vrne na dan poroke in pove, da je živa. Poroka je odpovedana, Almiro izženejo in slavijo Zalin prihod.
Osebe v povesti so naslednje: kmet Serajnik, njegova žena in sin Mirko, Miklovka, njena hči Miklova Zala, njen mož Mikl ter njegov brat Marko. Bogat laški trgovec Tresoglav in njegova hči Almira. Ostali kmetje so še Strelec, Knez, Maček, Žalnik, njihovi sinovi Štefan Andrej, Vinko in Davorin ter turški poveljnik Iskender in ostali turški vojaki.
S kazanjem na slovenske sovražnike Žide, Lahe in Turke oblikuje zavest nacionalne pripadnosti. Popularnost je dosegla z motivi prepoznavanja, ujetništva in rešitve, skrivnega podzemskega hodnika, jame, spletkarske lepotice. Dogajalna shema črpa iz tradicije ljubezensko-pustolovskega romana. Povest je dolga 34.100 besed.

## Izdaje
- Jakob Sket: Miklova Zala: Povest iz turških časov. Celovec: Mohorjeva družba, 1884 (Slovenske večernice, 38) dLib
- Ponatisi: 1899, 1906, 1912, 1921, 1940, 1942 (s podnaslovom Povest v risbah in izvlečku), 1946, 1951, 1952, 1977, 1984,
- Dramatizacije:
  - Jakob Špicar, 1910 (podnaslov: Narodna igra v štirih dejanjih, osmih slikah)
  - Anton Cerar Danilo, 1912 (podnaslov: Ljudska igra iz turških časov v osmih slikah)
  - Marko Bajuk, 1923 (podnaslov: Igra v petih dejanjih)
  - Davorin Petančič, 1935 (podnaslov: Farna igra pod milim nebom)
  - Fran Žižek, 1946 (podnaslov: Množična ljudska igra v 9. slikah)
- Prevodi: v slovaščino 1885, v češčino 1913.

## Razlike v dramatizacijah
V dramatizacijah so avtorji večinoma sledili Sketu, okvirna zgodba je enaka, vsak avtor pa je kaj dodal ali kaj spremenil, razen Bajuka, ki je vse ohranil tako, kot je pri Sketu.
Jakob Špicar
Drugačen začetek: Tresoglav na Gradišču prisluškuje pogovoru kmetov. Edini opiše turški tabor pred napadom, vključi dialoge med Turki ter prizor, ko pride Tresoglav k Turkom, da bi izdal Slovence.
Drugačen pobeg: Marko zabode evnuha, ki ju hoče zadržati.
Drugačen konec: Davorin zabode Almiro, ki nato umre.
Osebe: ohranjene so vse glavne osebe, nekaj novih je dodanih, npr. kmet Maručnjak, ki mu Tresoglav pobere vso premoženje. Dodan je župnik, besednik, rjušnica, precej dodatnih turških oseb: Iskender-paša, Sulejman-beg, Baharij-beg, Selim-Hadži ter vojake Mujo, Hanun, Hasan. Dodane množice: kmetje, kmetice, fantje, dekleta, svatje, godci, berači, haremske dame, sužnje, evnuhi.
Davorin Petančič
Drugačen začetek: prolog, v katerem fantje v narodnih nošah povedo v pesmi, kakšno igro podo igrali. Nato igrski vodja pove, kdaj se zgodba odvija in povabi gledalce k skupni molitvi.
Ni prizora Zaline sužnosti ter prizora pobega. Igrski vodja samo pove, da o tem, kako je Zalika trpela v sužnosti, kako išče rešitve ter kako jo najde Marko, igra današnja ne bo govorila.
Drugačen konec: poziv igrskega vodje občinstvu, naj vsi zapojejo zahvalno pesem.
Osebe: doda zbor mož, zbor žena, zbor deklet, zbor fantov, zbor otrok, godce, berače, turško vojsko, Tresoglavovko. Največja sprememba je uvedba igrskega vodje, ki napoveduje in komentira dogajanje, in gledalski zbor, torej občinstvo, ki sodelujejo z molitvami in pesmimi, ko jih igrski vodja povabi k temu.
Fran Žižek
Drugačen začetek: začne s štehvanjem in rejem (ples).
Novosti: doda kmečki punt, po propadli kmečki vstaji svobodni kmetje postanejo tlačani, na delo jih preganja valpet Vinko. Mirko in Serajnik sta 3 leta zaprta v grajskem zaporu. Iskender se zaljubi v Zalo, zato jo obdrži pri sebi v Bosni in je ne da sultanu.
Drugačen pobeg: Marko spozna Zalo po petju koroške ljudske pesmi Gor čez izaro. Iskendra z zvijačo spravita v kletko, zamenjata njegova oblačila s svojimi in pobegneta.
Drugačen konec: Almira pobegne, Vinka izženejo, Mirko pove Zali, da je ni vreden, umakne se, Zala pa zapleše z Davorinom.
Osebe: spremeni nekatere vloge: Marko je oče in ne stric, Davorin je hlapec pri Miklovih, vendar ima pomembnejšo vlogo kot v ostalih besedilih. Vinko je tu sin premožnega kmeta, po napadu Turkov postane valpet. Doda novo osebo, in sicer Boštjana, ki je odposlanec kmečke zveze. Posebnost je še ta, da sta Zala in Almira na začetku prijateljici, kar v ostalih besedilih nista.
Narečni govor je značilen samo za Žižkovo dramatizacijo. Pojavljajo se narečne besede, npr.: šklemfa, štehvanje, kolofajči, baraj, deca, vigred, valpet, požebrati, tri barti.
Žižkova dramatizacija je najbolj izvirna in se najbolj odmika od prvotne Sketove povesti. Ni več verskih motivov, bolj je poudarjena narodna funkcija, doda povezavo s kmečkimi punti in bojem za staro pravdo.

## Folklorni elemetni
Folklorni elementi se pojavljajo samo pri Špicarju in Žižku. Špicar ima zapisane ljudske pesmi, druga polovica 2. dejanja je prikaz poroke z vsemi njenimi običaji, kot so rjušnica, godci, besednik, ugrabitev rjušnice in odkupnina zanjo, petje in zbiranje denarja na krožniku s podajanjem. Pri Žižku se zgodba začne s štehvanjem, nadaljuje se z rejem, konto (fantovska družba pri ziljskem štehvanju). Pri opisu poroke uporabi veliko običajev: svatovsko koračnico, rjušnico (krstna botra, ki jima je podarila rjuhe in ostalo posteljnino), metanje drobiža med ljudi. Pri Mirkovi poroki z Almiro je opis zapenjalce (šrange, pregrada poti, da ženin plača odkupnino) ter metanje novcev, da preženeš turo - moro z njenimi devetimi uroki.

## Turcizmi
Turcizme imajo Špicar, Petančič in Žižek. Špicar ima v prvi polovici 2. dejanja opis turškega tabora. Poveljnik in vojaki se med seboj pogovarjajo in pozdravljajo po turško, npr. Subhan Allah, Salam Aleikum, Aleik-es Salam, veliko je vzklikov namenjenih Alahu: Allah vsemogočni, Allah usmiljeni, ostali turcizmi: džehanam, džin, kismet, mogreb. Dodan je del molitve, ki jo molijo muslimani: Hai alas Sallah, ha alal felah! Allahu akbar. Ašada anna la illaha il Allah, ašadu anna Mohamed - ar rasulullah! Petančič uporablja turcizme v govorih Turkov, npr. Allah, Allah azimum, Šaga, hadama, ghalaba, salaba, džaur. Žižek je dodal turcizme med besedilom, npr. džaur, kismet, handžar, seraj, beg, paša, vezir, salam alejkum.

## Omembe v pop-kulturi
Aleksander Mežek je dramskemu delu Miklova Zala posvetil istoimensko skladbo na albumu Žeronška koreta.

## Povezava knjige z drugimi deli
- France Prešeren - Lepa Vida
- Vasiljica Vasiljevna
- Prelepa Vasiljica
- Alenka, Gregčeva sestrica
- Kralj Matjaž in Alenčica
- Zarika in Sončnica
- Kralj Matjaž v turški ječi
- Gospoda Baroda
- Pegam in Lambergar
- Ljudska:Ugrabljena žena ne sme obiskati matere
- Ljudska:Marko pobije turške goste
- Mlada Breda